# Henri Cissac
Henri Cissac, né le 15 juillet 1877 à Ivry-sur-Seine (Seine) et mort le 7 juillet 1908 dans la commune de Sept-Meules (Seine-Maritime), à l'âge de 30 ans, était un pilote français de vitesse moto devenu pilote automobile, ayant effectué l'ensemble de sa carrière avec le constructeur français Peugeot.

## Biographie
Il commence la compétition comme coureur cycliste, disputant ainsi les six jours de New York au début du siècle, puis, de retour en Europe, il se fait connaître dans des compétitions de demi-fond en équipe avec le belge Jan Olieslagers monté sur derny.
Passant sur motocyclette, il remporte ensuite un championnat de France, et surtout le Tour de France de la spécialité dans la catégorie tiers de litre en mai 1905, devant son équipier de l'usine Peugeot Giosuè Giuppone, tous deux sur type Z de 50 kilos (2 134 kilomètres parcourus sans le moindre avatar mécanique par les deux hommes).
Le 26 décembre 1901, Cissac remporte également une course de 100 kilomètres organisée au Parc des Princes avec un vélomoteur Peugeot de 2HP, en 1 h 34 min 25 s 2, en établissant déjà un record mondial pour sa cylindrée en couvrant le kilomètre en moins d'une minute.
En août 1903, il s'impose dans le défi Mile-a-Minute Maric au vélodrome Buffalo de Paris, en battant le motocycliste Marius et en réussissant le challenge de parcourir un mille en moins d'une minute en présence de Major Taylor dans le public. Il effectue même 3 milles en 3 min 11 s.
Cissac, le 27 juillet 1905, gagne encore une course du mille départ lancé devant H. Rignol, en parcourant un kilomètre en 26 secondes sur la nouvelle esplanade de la plage de Blackpool, lors des Brighton Speed Trials, sur Peugeot 2,5 cm3 2 cylindres en V de 14 HP. Il établit ainsi un record du monde de vitesse, à 138,4 km/h. Dans la foulée, il établit aussi un nouveau record du monde du mile départ arrêté, en 52 s 2. Il dispute sur place dans la foulée un match contre J. E. Hutton, cette fois en voiture, qu'il perd de quelques yards (les deux hommes se défiant sur Mercedes 120 HP). Au début de février, Cissac a déjà battu le record du monde de l'heure, en parcourant 87,87 kilomètres. En septembre, il remporte la Coupe Hydra (un fabricant de bougies, d'accumulateurs et de piles) du troisième Critérium du Tiers de Litre organisé par L'Auto, puis en novembre, il s'illustre encore lors du Meeting d'Ostende, disputé entre la périphérie de la cîté et le pont de Snaeserke, avec la Peugeot 2 cylindres sur le kilomètres départ lancé, en parcourant celui-ci en 28 s 2, à 128,74 km/h. Le 8 octobre il gagne le kilomètre de Dourdan, en 27 s 6.

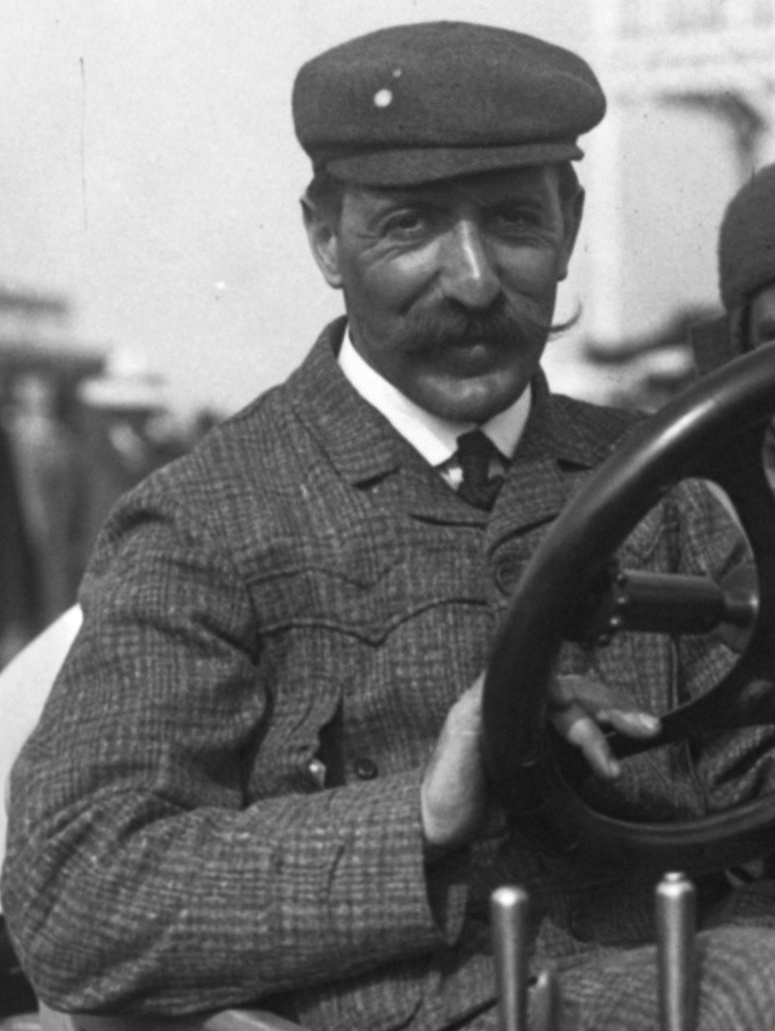
Cissac ici au Grand Prix de l'ACF…

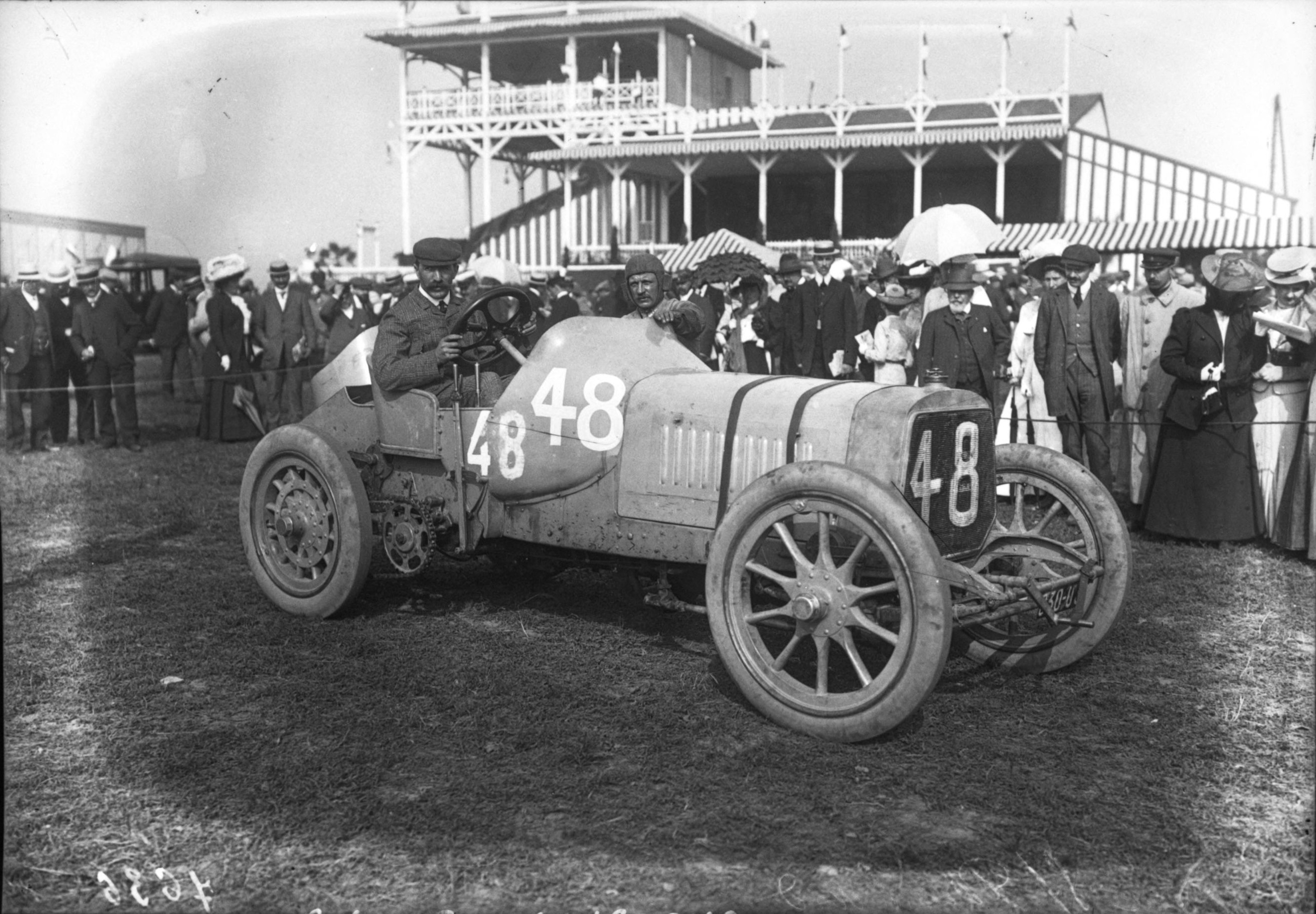
… à Dieppe…

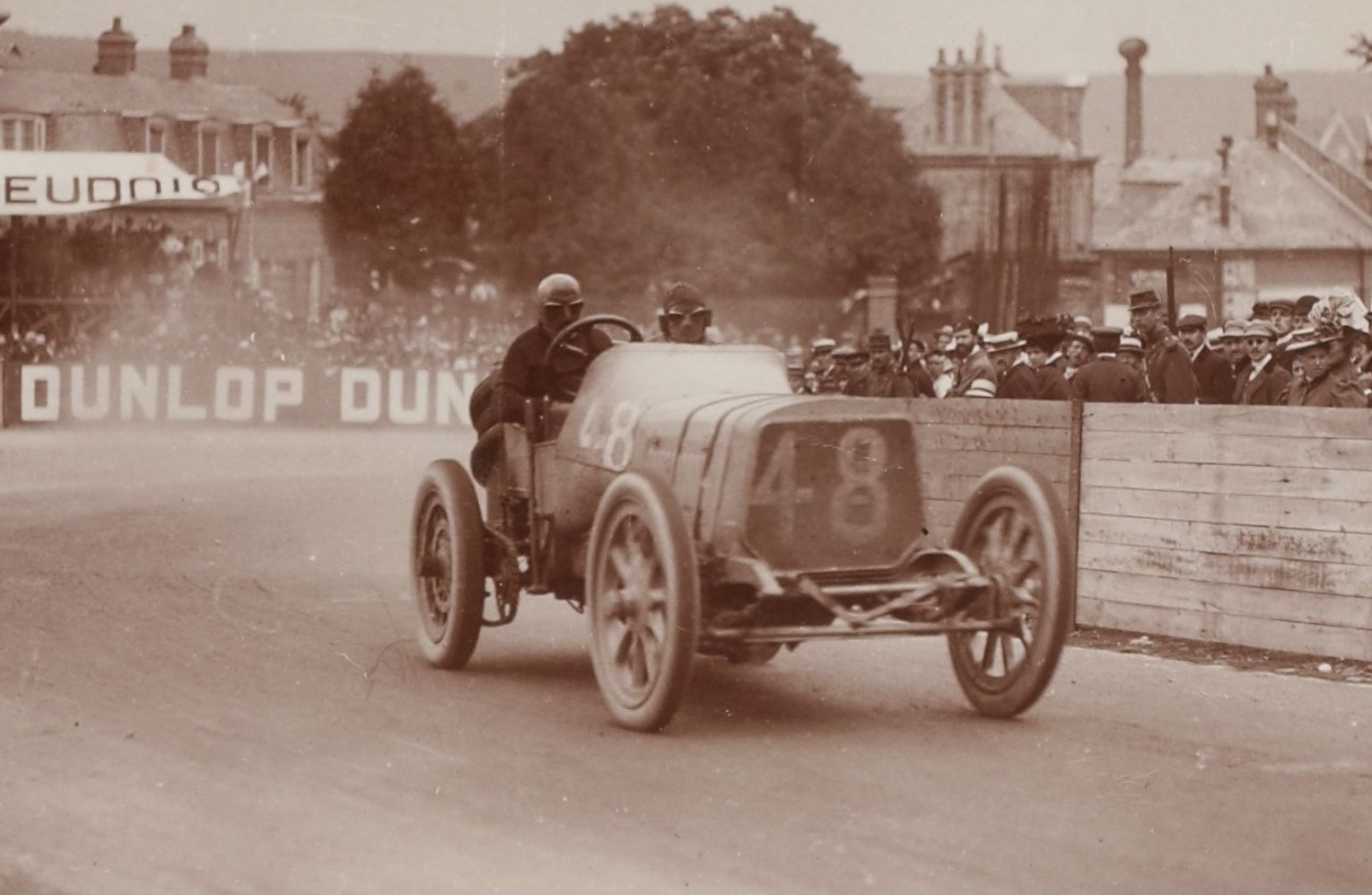
… en 1908.

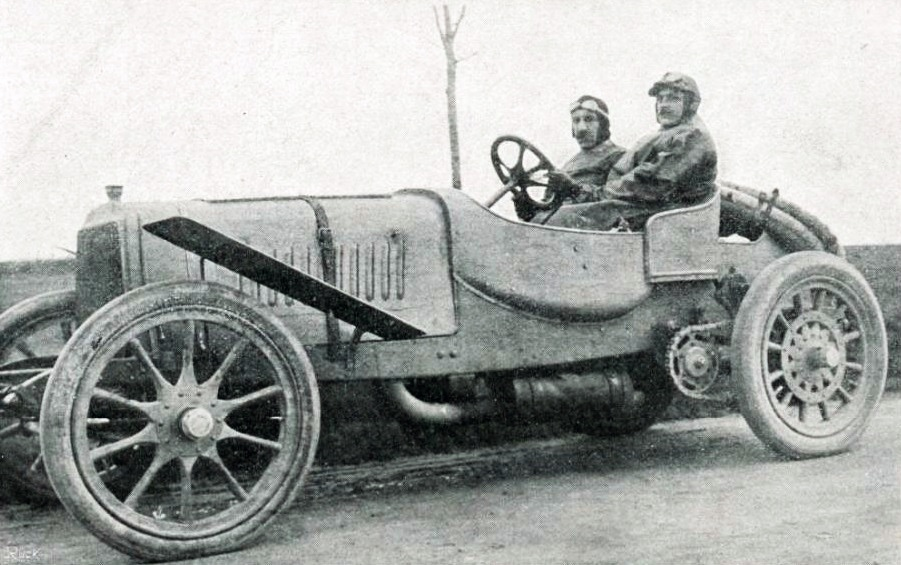
Henri Cissac sur sa Panhard & Levassor GP de 1908.

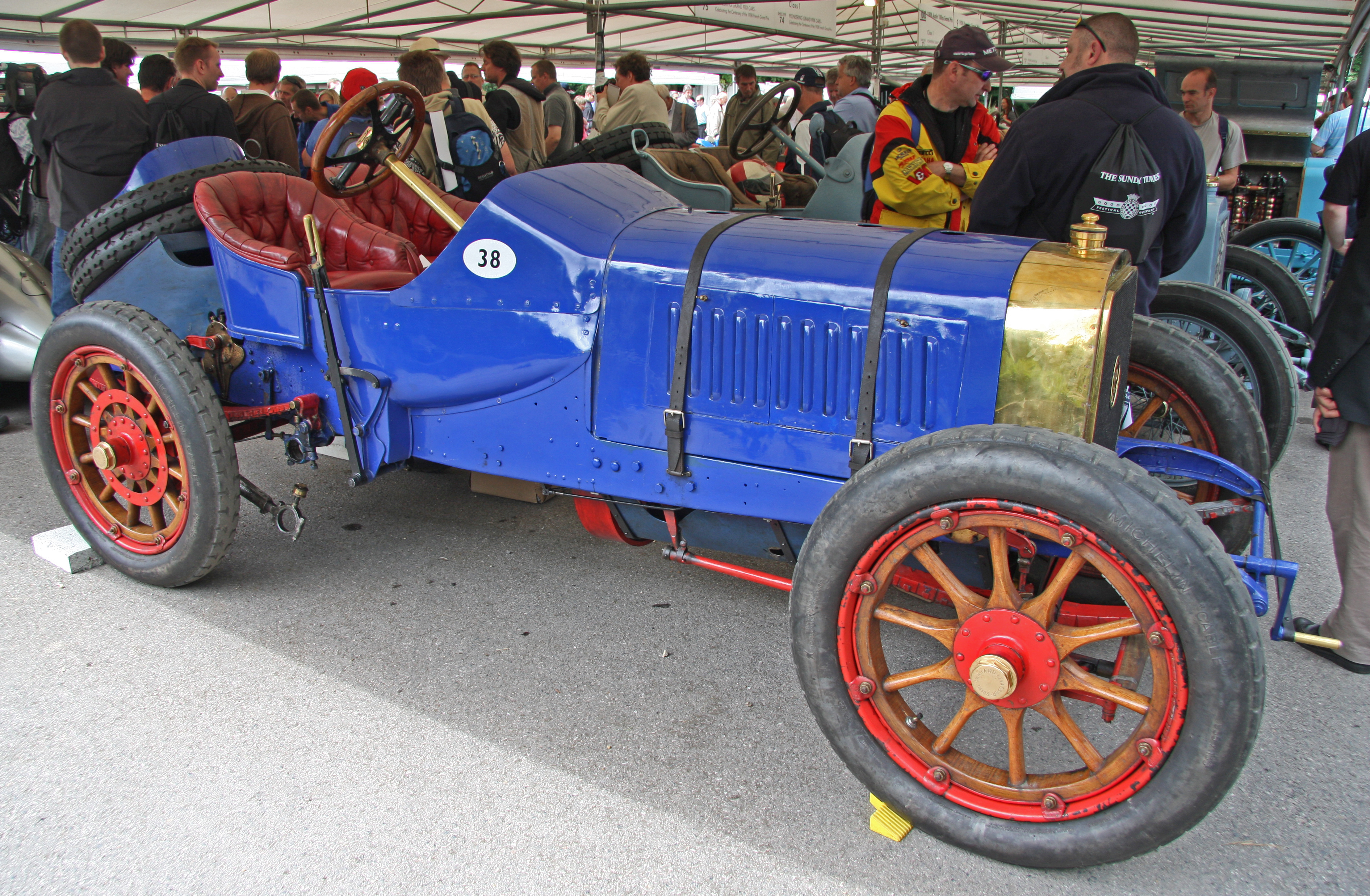
La Panhard Grand Prix 13 l à 4 cylindres en ligne de 1908 (exposée ici en 2008).

En fin de saison 1905, alors que se dispute le deuxième Critérium du Tiers de litre au vélodrome du Parc des Princes, il bat plusieurs records du monde de cette cylindrée courante de 10 à 100 kilomètres, couvrant cette dernière distance en 1 h 6 min 46 s, l'heure étant bouclée à 89,865 km/h de moyenne.
En 1906, il gagne la catégorie moto de la Course de côte de Gaillon. Il est chronométré à près de 130 km/h, dans une pente pourtant de 10 %.
Il conserve des records mondiaux jusqu'en 1909, en ayant établi toutes ses performances de vitesse à deux roues motorisées entre 1901 et 1906. Le record de 138,4 km/h sur le kilomètre sera seulement battu en 1909 par Walter Goerke en Floride avec une Indian 7 HP, devenant ainsi à son tour l'homme le plus rapide du monde sur deux roues.
Il commence la compétition automobile en 1907 chez Alcyon, terminant la même année 4e de la Coupe des Voiturettes sur le circuit de Rambouillet, puis en janvier 1908 il obtient une deuxième place lors de la première Corsa Vetturette Torino disputée à Turin, avec ce même constructeur et le mécanicien embarqué Borio, derrière son ancien équipier sur deux roues Giosuè Guippone (lui à bord d'une Lion-Peugeot).
Lors du Grand Prix de l'ACF 1908, Cissac devient le premier pilote à trouver la mort lors d'un Grand Prix automobile, à l'occasion du premier Grand Prix organisé à Dieppe, sur le Circuit de la Seine-Inférieure, par l'Automobile Club de France (ACF), la seule épreuve disputée par la nouvelle Panhard GP (autres pilotes durant cette épreuve pour la marque: George Heath (neuvième et chef des équipes) et Maurice Farman (dernier classé, en vingt-troisième position)). Lors du neuvième des dix tours du circuit, alors qu'elle est en lutte pour la cinquième place derrière la Benz de Victor Hémery et qu'elle vient de dépasser les villages de Villy-le-Bas et de Fresnois, la Grande Panhard 12,8 l de Cissac, lancée à près de 140 km/h, perd un pneumatique dont la chambre à air se prend dans la chaîne au carrefour de Villy-le-Haut, pour aller s'encastrer dans un arbre sur le bord droit de la route. Le mécanicien Jules Schaube (parfois orthographié  Staub, âgé de 32 ans) est également tué sur le coup, écrasé sous le véhicule.
Les obsèques de Cissac se déroulèrent de façon quasiment nationales en l'église d'Ivry-sur-Seine, avec un fort retentissement dans la presse française de l'époque. Il fut enterré sur la même commune.
Les veuves des deux hommes intentèrent alors un procès au constructeur Panhard. Quatre années après les faits tragiques, la 7e chambre de la Cour d'Appel de Paris déclara en 1912 que Cissac et Schaub avaient bel et bien été les victimes du travail industriel et de l'activité commerciale de la maison Panhard lors d'un accident du travail avéré, en décidant dès lors de faire octroyer 100 000 francs et 80 000 francs pour l'une et l'autre des deux épouses, de dommages avec intérêts.

## Liens externes

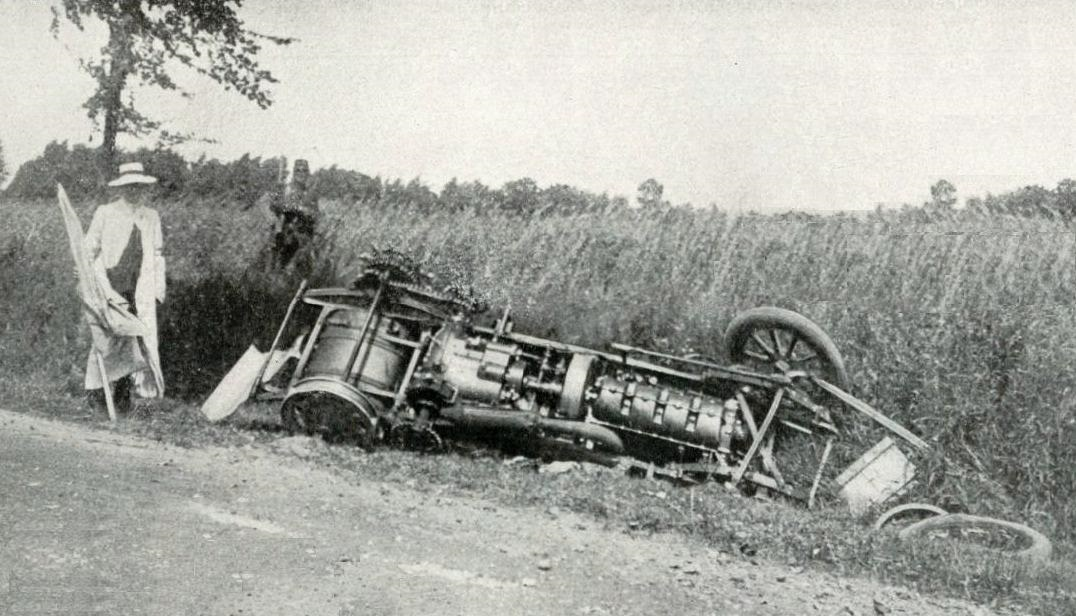
Grand Prix de l'ACF 1908, l'accident mortel d'Henri Cissac.